# Урош Костич
Урош Костич, известен като Рудинац (на сръбски: Урош Костић-Рудинац или Uroš Kostić-Rudinac), е сръбски четнически деятел, участник в Сръбската въоръжена пропаганда в Македония в началото на XX век и в Топлишкото въстание в 1917 година.

## Биография
Костич е роден в Рудине край Лепосавич, Косово, Османската империя. Става четник и участва в сръбската четническа акция в Македония.
През Първата световна война, когато Австро-Унгария въвежда окупационна администрация в Косово в края на 1915 година, Костич става нелегален. В докладите си от пролетта на 1916 година австро-унгарските власти го наричат Урош Белакович и Урош Бечанович и го свързват с района около Горни Милановац и Крагуевац. Издадена е специална заповед за далавянето му.
През лятото на 1916 година разузнавачите свързват лицето с четническа дейност в района около Косовска Митровица. През втората половина на ноември 1916 година, когато Костич се появява в село Сочаница, някой съобщава на окупационните власти, че е от онези краища и военните власти установяват, че е роден в Косово, от село Рудине под планината Рогозна. До появата на Коста Войнович, Рудинац играе значителна роля. Той създаде първата надеждна мрежа от ятаци и задвижва четническите акции. В първата истинска партизанска чета, освен Воинович и Рудинац влизат още четирима бойци: Александър Пипер от Косовска Митровица, Влайко Владисавлевич от Лепосавич, Прока Планич от Земаница и Радомир Гашич от Копаоник. Костич е създател на четническата организация в Новопазарско и заедно с Войнович – в Звечанско. Семейството му е арестувано и след това интернирано.
В началото на 1917 година потерите зачестяват, като планината Рогозна е претърсвана внимателно. Рудинац разделя четата си на няколко по-малки групи, за да могат незабелязано да се преместят в Новопазарско, но и там има много потери. Една потеря го настига при Банска река в началото на февруари и в избухналото сражение Костич загива, според Войнович „след предателство“.